# Liste des sénateurs de la Meuse
Cet article dresse la liste des sénateurs élus dans la Meuse.

## Sous laVeRépublique
- Christian Namy de 2011 à 2017
- Claude Biwer de 2001 à 2011
- Michel Rufin, de 1983 à 2001
- Rémi Herment de 1974 à 2001
- François Schleiter de 1959 à 1983
- Martial Brousse de 1959 à 1974.
- Franck Menonville depuis 2017.
- Gérard Longuet depuis 2001 à 2023.

### Mandat 2023-2029
| Nom               | Parti | Parti | Autres mandats |
| ----------------- | ----- | ----- | -------------- |
| Jocelyne Antoine  |       | DVD   |                |
| Franck Menonville |       | UDI   |                |

## IVe République
- Martial Brousse de 1948 à 1959
- François Schleiter de 1948 à 1959
- Maurice Rochette de 1946 à 1948

## IIIe République
- Henri Bompard de 1876 à 1879
- Charles Salmon de 1876 à 1879
- Auguste Vivenot de 1879 à 1884
- Auguste Honnore de 1879 à 1886
- Edmond Develle de 1885 à 1909
- Ernest Boulanger de 1886 à 1907
- Jean Buvignier de 1894 à 1902
- Raymond Poincaré de 1903 à 1913 et de 1920 à 1934
- Charles Humbert de 1908 à 1920
- Jules Develle de 1910 à 1919
- Auguste Grosdidier de 1913 à 1923
- Pol Chevalier de 1920 à 1935
- Georges Lecourtier de 1924 à 1940
- Louis Courot de 1935 à 1940
- Arthur Mirouel de 1935 à 1940